# Lullaby (singel Nickelback)
Lullaby – ballada rockowa kanadyjskiego zespołu Nickelback, wydana jako czwarty singel z albumu Here and Now. Swoją premierę utwór miał 24 lutego 2012 roku, został wydany przez wytwórnię płytową Roadrunner Records. Nagrania zrealizowano w Mountain View Studios w Vancouver.

## Lista utworów i formaty singla
2-ścieżkowy singiel CD
1. „Lullaby” – 3:48
2. „If Today Was Your Last Day” – 4:08

3-ścieżkowy, promocyjny singiel CD
1. „Lullaby” (Pop Mix Edit) – 3:28
2. „Lullaby” (Pop Mix) – 3:38
3. „Lullaby” (Album Version) – 3:48

## Pozycje na listach
| Notowania                         | Najwyższa pozycja |
| --------------------------------- | ----------------- |
| Kanada (Canadian Hot 100)         | 52                |
| US (Billboard Hot 100)            | 89                |
| US Rock Digital Songs (Billboard) | 8                 |
| US Rock Songs (Billboard)         | 58                |

## Twórcy
- Chad Kroeger – wokal prowadzący
- Mike Kroeger – gitara basowa
- Daniel Adair – perkusja, wokal wspierający
- Ryan Peake – pianino, wokal wspierający
- Rob Dawson – gitara akustyczna